# Port lotniczy Aizawl
Port lotniczy Aizawl (IATA: AJL, ICAO: VEAZ) – port lotniczy położony 32 km od Aizawl, w stanie Mizoram, w Indiach.